# Trionfo di Venezia
Il Trionfo di Venezia è un dipinto a olio su tela (904x580 cm) di Paolo Caliari detto il Veronese, realizzato nel 1582  e conservato nel Palazzo Ducale a Venezia.

## Storia
Un devastante incendio, scoppiato il 20 dicembre del 1577 nel Palazzo Ducale distrusse importantissimi cicli pittorici, fra cui quelli del soffitto della sala del Maggior Consiglio. Questo fu completamente rifatto entro il 1585, su progetto di Cristoforo Conte, impiegando ornamenti in oro, festoni, cartigli e volute. Per la parte pittorica della decorazione vennero contattati, oltre all'artista in esame, il Tintoretto e Palma il Giovane. Il Veronese realizzò, nella zona adiacente al Paradiso del Tintoretto, entro uno spazio ovale, incorniciato da ricche decorazioni lignee, il "Trionfo di Venezia, incoronata dalla Vittoria".
Il dipinto venne elogiato sin dai primi periodi dagli studiosi d'arte, ad iniziare dal pittore-scrittore Raffaello Borghini ("Il Riposo", 1584), mentre oggi c'è la tendenza ad evidenziarne le carenze, soprattutto nel tono prosastico celebrativo, nonostante la riconosciuta armonia compositiva e coloristica.
Per quanto riguarda l'autografia totale, nessun critico d'arte ha avanzato ipotesi a favore, tanto appare innegabile l'intervento di collaboratori, tra i quali il fratello Benedetto. I vari restauri e ridipinture che seguirono, appesantirono varie zone rovinandone l'armonia cromatica.

## Descrizione
La tela centrale del soffitto della sala del Maggior Consiglio costituisce l'immagine più magniloquente della glorificazione di Venezia: raffigura Venezia incoronata e circondata da Onore, Pace e Felicità al cospetto di tutta la società veneziana, della nobiltà fino al popolo, sorvegliato, però, da armati a cavallo.
Venezia è così rappresentata come protettrice delle arti dei deboli e della pace ed ispirata dalle più grandi virtù. Un potente slancio ascensionale conduce  dai nervosi cavalli in primo piano verso l'empireo in cui è assisa Venezia, enfatizzando la prospettiva della possente architettura rappresentata, concepita come uno scenario teatrale dinamico  e luminoso. Infatti il grande merito del pittore  fu di dare forma concreta e vitale agli astratti ideali del mito autoreferenziale di Venezia.